# Брэтушень
Брэтушень (рум. Brătușeni, укр. Братушани) — село в Единецком районе Молдавии. Является административным центром коммуны Брэтушень,

## Историческая справка
Этимологически название Братушаны является славянским, однако оформление слова — молдавское. Также есть предположение, что оно содержит в себе два корня, один из которых «брат», а второй — «шана», что в переводе с украинского языка — уважение, почёт.
Легенда гласит, что плодородные земли, лежащие между реками Чугур и Сарата, с давних пор были необжитые. Они заинтересовали первых переселенцев из Подолья — братьев по фамилии Братуш. Поэтому название села происходит от их фамилии. По другой версии сам господарь Александр Лэпушняну пожаловал вышеуказанные земли некоему Братэшу и его братьям Иону и Симке. Согласно третьей версии основателями села Братушаны, в составе Молдавского феодального княжества стали братья Присакари.

### Древняя история
На территории Братушан всего 15 курганов. Предположений касательно того к какой культуре они относятся нет. Высота курганов варьируется от 0,5 метров, до 6 метров. Насыпи некоторых курганов сильно распаханы, а некоторых повреждены при строительстве. Самым известным и крупным считается курган «Кацурова могэла», высота которого около 6 метров, а диаметр около 50 метров.
Также в Братушанах официально зарегистрировано два археологических селища, оба относятся к Черняховской археологической культуре и датируются II—IV вв. Первое локализуется на северо-западной окраине села с левой стороны от шоссейной дороги Бельцы — Черновцы. Открыто П. П. Гриценко в 1951 году. На селище найдена лощеная керамика серого цвета. Второе открыто в 1963 году А. М. Холмецким, и находится в 150 метрах от шоссе Кишинёв — Единцы.

### Средние века
Первое документальное упоминание о местности Братэшань содержится в господарском акте от 13 апреля 1560 г. В это время господарь Молдовы Александр Лэпушняну подарил часть имения Купчинь слева от Чугура Братэшу и его братьям Иону и Симке. Документ 1585 г. свидетельствует в пользу существования топонима Братэшань. Факт существования селения Братэшань подтверждается также в господарской грамоте от 26 марта 1605 г., в которой Иеремия Мовилэ, господарь Молдовы, утверждает за пахарником Илией Бачоком третью часть села Купчинь, «которая называется Братэшань». Будучи сёлами-«близнецами», Купчинь и Братэшань, согласно грамоте Василия Лупу от 14 июля 1637 г. являлись частью цинута Хотин. Но в XVIII в. совместно с преобразованием последнего в турецкую райю, Братэшань отходит к Ясскому уезду, Купчинь же остаётся в Хотинской райе. Среди собственников села в XVII веке был родственник Мовилешть и Василия Лупу высокопоставленный сановник и крупный землевладелец Думитру Бухуш.

### Новое Время
В Братэшань с января 1804 г. хозяйничал некий боярин Дракаш Росет. В 1817 г. это село вокруг Чугура с 13 крестьянскими хозяйствами, мельницей, 2 прудами для водопоя скота в долинах переходит покупкою во владение Иордаке Гафенко (1773—1824), который 2 июня 1821 г. принимает благородный титул. В его имении жили и работали 15 семей крепостных. В 1817 г. Братэшань входили в окол Чугур Ясского цинута. В 1821 г., согласно родословной книге, Иордаке Гафенко, не занятый службой, проживал в Ясском цинуте, торге Сорока. Он же продолжал держать землю в селе Братэшань, где проживало уже 30 крестьянских семей. Инфраструктуры в деревне Братэшань до второй половины XIX в. никакой не было. Перепись 1824 г. сообщает о том, что в селении проживало в это время 119 семей. Основную массу селян, проживавших в Братэшань, составляли русины, а также выходцы с Украины, которых тогда именовали малороссами. К концу 20-х гг. XIX в. поместье Братэшань находилось в собственности наследников Иордаке. В 1835 г. в селении проживало 211 крестьянских семей. Чувствуя нехватку рабочей силы, местные помещики вынуждены были искать её на стороне. Так в селении появились крестьяне из Подолья, Черниговской, Волынской и других губерний. Сюда же переселялись крестьяне и из Буковины.
Рост численности жителей края в этот период был беспрецедентным. В 1859 г. поселение уже включает 238 домов, 522 мужчин и 526 женщин, а первая всеобщая перепись населения Российской империи 1897 года фиксирует в селе Братушаны Бельцкого уезда 2186 человек. В результате проведения аграрной реформы в Братушань социально-экономическая обстановка изменилась. Согласно уставным грамотам 1871 г., выдаваемым владельцам села, потомкам Иордаке Гафенко (Е. Е. Гафенко, Е. Н. и Е. Н. Гафенко, А. Н. Кузьминской, А. С. Гафенко, Е. К. Доброграевой, Л. Г. Алейниковой) бывшие поземельно зависимые от них крестьяне превращались в свободных поселенцев с землёй. 
В 1873 г. в Братушанах была построена каменная церковь Святых Апостолов Петра и Павла. Первым священником этого церковного прихода был Елисей Георгианов. В 1878 г. возле церкви открылась приходская школа. В 1896 году в селе функционирует одноклассное Министерское училище с трёхгодичным сроком обучения, в котором работает учитель Данилов и законоучительствует Елисей Георгианов. 1 января 1908 г. в селе открылась больница на 9 коек. В 1909 г. была протянута телефонная линия Бельцы — Забричаны через Братушаны. В 1914 г. население здесь составляло 2309 человек. В Братушанах действовала одна больница (медик Александр Балик), народная школа с двумя классами (Закон Божий преподавал Нил Георгианов), приходская школа, две паровые мельницы.
В период Первой мировой войны Братушаны, как и вся Бессарабия, являлись прифронтовой зоной. Жители села оказались на фронтах этой войны. По примерным данным при 272 мобилизованных потери убитыми и умершими от ран составляют 29 человек, пленными — 42.

### В составе Румынии (1918 – 1940)
В 1923 г. в селе Братушаны проживало 4165 жителей. Здесь существовало одно боярское хозяйство, фруктопитомник, два овощных огорода, 3 паровые мельницы, две смешанные начальные школы, детский сад, православная церковь, народный банк, пост жандармерии, примария, 3 корчмы. В 1928 г. инфраструктура села дополнилась Домом культуры
«Спиру Харет», 6 продовольственными магазинами, баней, пекарней, 3 молотилками, ещё одной корчмой, в 1934 – 1935 гг. – евангельской и баптистской конфессиями, а в 1939 г. – новым зданием школы.

### Советский период(1940-1991)
В ноябре 1940 г Братушаны становятся районным центром, в который вошло 28 сельских советов. Строительство социализма было прервано началом войны Германии и её союзников против СССР.
  4 июля 1941 г. немецко-румынские войска в боях с советскими частями 16 танковой дивизии 2-го механизированного корпуса 9 армии овладели селом Братушаны. Власть перешла в руки румынской администрации. За годы войны на фронтах Второй мировой погибло и пропало без вести не менее 74 военнослужащих, уроженцев села. Братушаны были освобождены 25 марта 1944 г. войсками 206-й пехотной дивизии 27-й армии 2-го Украинского фронта в ходе Уманско-Ботошанской операции.
  Сразу же после ухода румынской администрации в село вернулась советская власть. Братушаны вновь становятся районным центром. В 1946 г. в Братушанах образуется первый колхоз, носивший имя Сталина. В короткие сроки было восстановлено хозяйство и ликвидирована безграмотность. Голод 1946 – 47 гг. по статистическим данным унёс жизнь 132 братушанцев. После второй волны депортаций, в результате которой из села было выслано не менее 74 жителей, в 1949 г. оставшаяся часть единоличных хозяйств в Старых Братушанах объединяются в колхозы «25 лет Молдавии» и «Искра». В 1952 г. на сходе граждан колхозники трёх колхозов приняли единогласное решение об объединении всех хозяйств в одну сельскохозяйственную артель им. Сталина, которая в 1959 г. преобразуется в колхоз «Дружба», а в 1960 г. — в одноимённый совхоз. 
После упразднения Братушанского района в 1959 г. численность населения села составляла 5775 человек. Совхоз «Дружба» специализировался на животноводстве, выращивании сахарной свеклы и табака и элитном семеноводстве. На его базе в 1973 году было открыто среднее специальное учебное заведение — Братушанский зоотехнический совхоз-техникум. Он занимался подготовкой зоотехников узкой специализации (по скотоводству, свиноводству) для работы на специализированных межхозяйствах, предприятиях, комплексах, объединениях. Площадь сельхоз угодий совхоза-техникума составляла 5634 га, в том числе пашни — 4436, садов — 550 га (1980). Оснащен современной сельскохозяйственной техникой: 79 тракторов, 50 грузовых автомобилей, 14 зерноуборочных комбайнов и др. Средняя урожайность (1979, ц/га): озимой пшеницы — 41,8, кукурузы на зерно — 34,1, винограда — 62, овощей — 248, фруктов— 62,1; основные фонды сельхоз назначения составили 6452 тыс. руб., валовая продукция — 3855 тыс. руб. Со дня основания совхоз-техникум подготовил для нар. хозяйства 660 специалистов (1979). В 70-е гг. на счетах совхоза-техникума «Дружба» содержалось более трёх миллионов рублей прибыли.
  За советский период в селе открылись дом культуры с киноустановкой, выставочный зал, дом быта, библиотека, средняя школа с
преподаванием на русском языке, районная больница на 100 коек, фельдшерско-акушерский пункт, аптека, 4 детских сада, гостиница, столовая, магазины, отделение связи, водопровод, парк культуры и отдыха, памятники Ленину и односельчанам, погибшим в Великой Отечественной войне. Была своя пекарня. При совхозе-техникуме действовала конно-спортивная школа. В 8 км от села располагалась железно-дорожная станция «Братушаны».
В 1989 г. в селе Братушаны проживали 6 201 человек.

## Народная культура
Народная культура в Братушанах сохранила в своём большинстве именно восточно-славянскую традицию, ассимилировав отчасти детали молдавских обычаев.
В селе сохранился обычай обходных обрядов: колядки, щедровки и посевание. Колядки исполняются как в традиционной славянской манере, так и на молдавском языке — колинда. На Вербное воскресенье в калитку или ворота вплетается ивовая ветвь. В начале пасхальной недели, после посещения кладбища на второй или третий день, были распространены гаивки, но сохранилась лишь первая часть традиции. На саму Пасху рисуют писанки, красят крашенки и выпекают паску. В Братушанах также была традиция расшивать рушники и обрусы. Весной, 1 марта, отмечается праздник встречи и начала весны — Мэрцишор.
12 июля в селе празднуется «день села» с концертом на главной площади и праздничным салютом.

## География
Площадь села Братушаны — 7,39 км², периметр — 14,99 км. Площадь коммуны Братушаны — 57,06 км², периметр — 39,79 км. Общая площадь населенных пунктов коммуны Братушаны составляет 8,42 км². Село Братушаны расположено на холмистой местности, в 12 км от города Единцы и 190 км от Кишинева.
Село расположено на высоте 175 метров над уровнем моря.
Сейсмичность — 7 баллов.

## Население
По данным переписи населения 2004 года, в селе Брэтушень проживает 4823 человека (2291 мужчина, 2532 женщины).
Этнический состав села:
| Национальность | Число жителей | Процентный состав |
| -------------- | ------------- | ----------------- |
| украинцы       | 3600          | 74.64             |
| молдаване      | 817           | 16.94             |
| русские        | 290           | 6.01              |
| гагаузы        | 53            | 1.1               |
| болгары        | 21            | 0.44              |
| румыны         | 5             | 0.1               |
| поляки         | 2             | 0.04              |
| евреи          | 1             | 0.02              |
| прочие         | 34            | 0.7               |
| Всего          | 4823          | 100 %             |

## Природные ресурсы
Село занимает территорию в 5685 га, из которых:
- земель сельхозназначения — 3633 га
- садов — 160 га
- земель лесного фонда — 211 га
- водоемов — 120 га
- пастбищ — 614 га
- приусадебных участков — 369 га.

## Экономика
В селе Братушаны работают следующие экономические агенты:
- 392 крестьянских хозяйства
- 26 индивидуальных предприятий
- 7 «ООО»
- 2 мельницы
- 2 маслобойни
- 1 инкубатор
- филиал «Банка де Економий»
- филиал банка «Energbank»
- торговое предприятие «CONSUMCOOP»

## Социальная сфера
В Братушанах функционируют:
- теоретический лицей
- детский сад
- библиотека
- почтовое отделение
- Центр здоровья
- Зоотехнический колледж

В коммуне осуществляют деятельность три общественные организации: ассоциация «Brat-Gaz», ассоциация родителей и педагогов теоретического лицея и ассоциация родителей детского сада.

## Известные уроженцы
- Вакарчук, Иван Александрович (род. 1947) — украинский физик, ректор Львовского университета, министр образования и науки Украины (2007—2010).
- Кинах, Анатолий Кириллович (род. 1954) — украинский политик и государственный деятель, премьер-министр Украины (2001—2002).
- Кошкодан, Виктор Семёнович (род. 2001) — российский спортсмен, игрок «Сертоловских медведей» (2008 — по н.в)